# Bonnefont
Bonnefont ist eine französische Gemeinde mit 319 Einwohnern (Stand 1. Januar 2022) im Département Hautes-Pyrénées in der Region Okzitanien (vor 2016: Midi-Pyrénées). Sie gehört zum Arrondissement Tarbes und zum Kanton Les Coteaux.
Die Einwohner werden Bonnefontois und Bonnefontoises genannt.

## Geographie
Bonnefont liegt 16 Kilometer nördlich von Lannemezan und circa 22 Kilometer östlich von Tarbes auf dem Plateau von Lannemezan in der historischen Grafschaft Bigorre.
Umgeben wird Bonnefont von den sieben Nachbargemeinden:
| Bugard           | Lustar                                      | Sentous |
| Orieux           | Kompassrose, die auf Nachbargemeinden zeigt | Libaros |
| Bernadets-Dessus | Montastruc                                  |         |

Bonnefont liegt im Einzugsgebiet des Flusses Garonne am linken Ufer der Baïse, einem seiner Nebenflüsse.
Der Ruisseau de Mézères und der Lizon, Nebenflüsse der Baïse, durchqueren das Gebiet der Gemeinde ebenso wie der Ruisseau du Léoup, ein Nebenfluss der Baïsole.

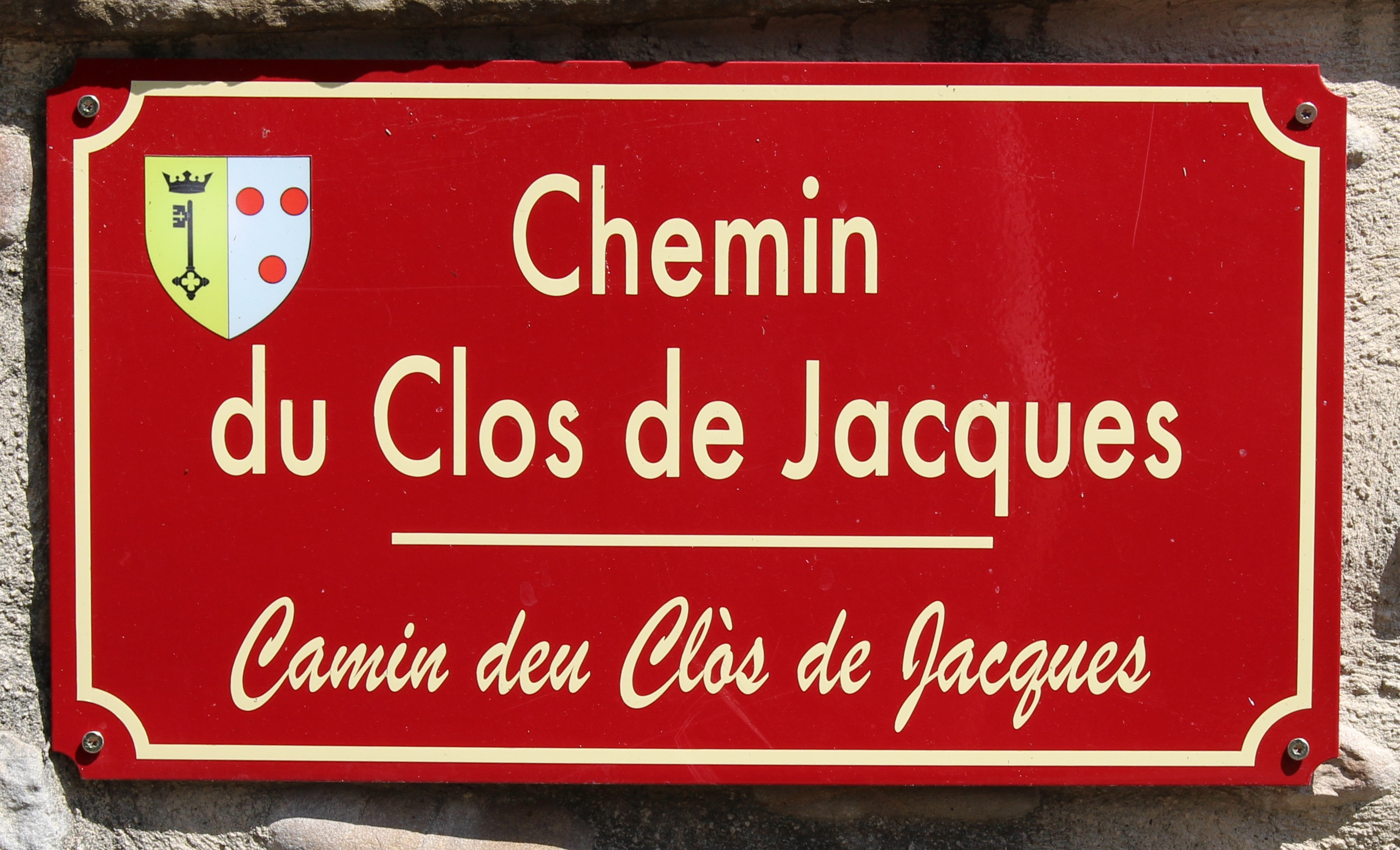
Straßenschild

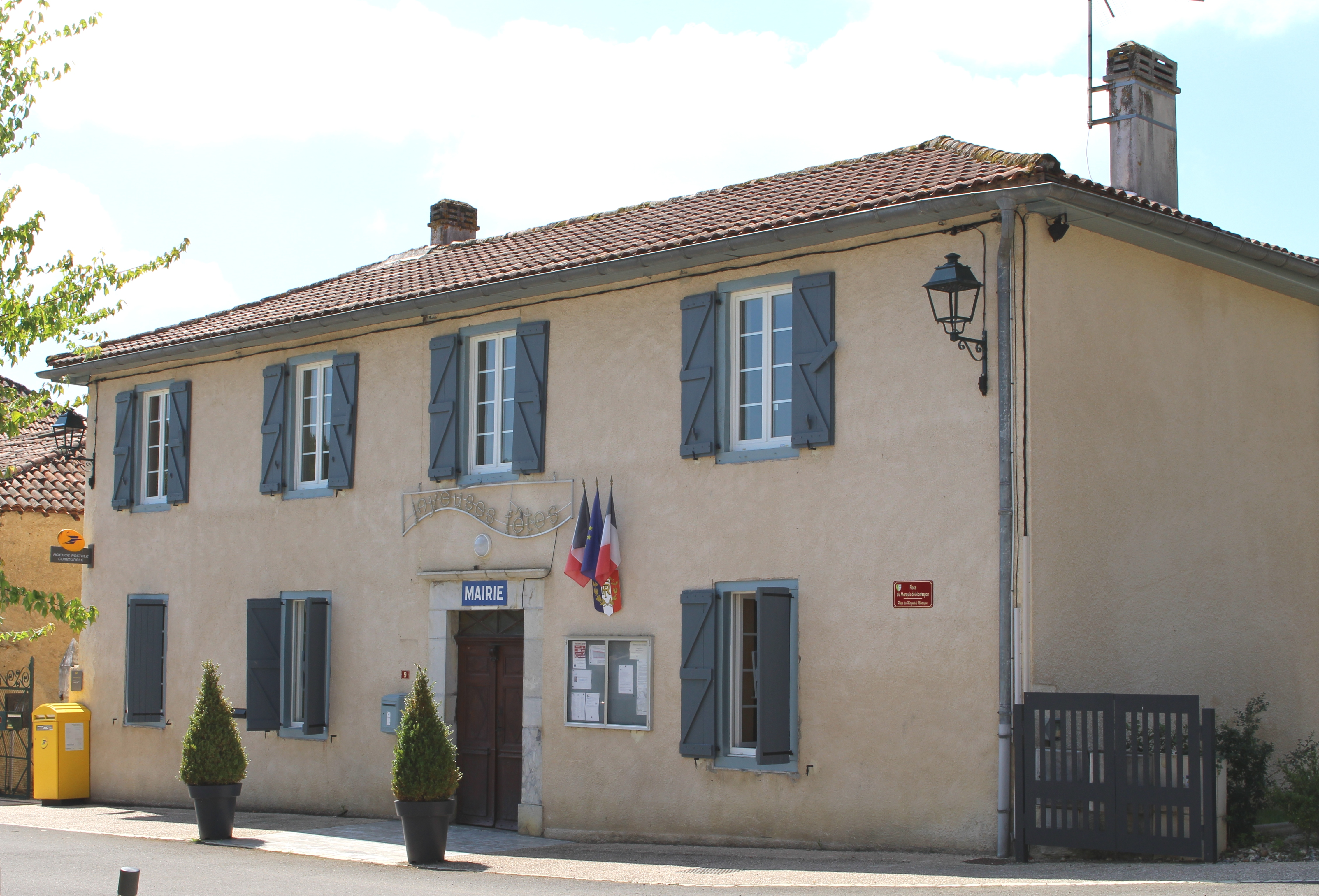
Bürgermeisteramt (Mairie) von Bonnefont

## Toponymie
Der okzitanische Name der Gemeinde heißt Bonahont. Er hat seinen Ursprung im gascognischen bona hont (deutsch gute Quelle).
Der Spitzname der Gemeindebewohner lautet Los putanèrs (deutsch die Schürzenjäger).
Toponyme und Erwähnungen von Bonnefont waren:
- Gillelmus Bonifontis und Gillelmus de Bonofonte (1211, Kopialbuch von Berdoues),
- de Bonafonte (1383–1384, Prokuration von Auch),
- de Bonofonte (15. Jahrhundert, Livre rouge von Auch),
- Bone Font (1429, Zensusliste der Grafschaft Bigorre),
- Bonnefont d’Antin (1742 und 1750, Kirchenregister bzw. Karte von Cassini),
- Bonnefont (1793 und 1801, Notice Communale bzw. Bulletin des lois).[3][4][5]

## Einwohnerentwicklung
Nach Beginn der Aufzeichnungen stieg die Einwohnerzahl bis zur Mitte des 19. Jahrhunderts auf einen Höchststand von 1150. In der Folgezeit sank die Größe der Gemeinde bei kurzen Erholungsphasen bis zum Ende des 20. Jahrhunderts auf rund 315 Einwohner, bevor eine kurze Wachstumsphase sie auf ein Niveau von rund 350 Einwohnern hob, das bis heute gehalten wird.
| Jahr      | 1962 | 1968 | 1975 | 1982 | 1990 | 1999 | 2006 | 2011 | 2022 |
| --------- | ---- | ---- | ---- | ---- | ---- | ---- | ---- | ---- | ---- |
| Einwohner | 505  | 463  | 422  | 313  | 358  | 313  | 344  | 351  | 319  |

## Sehenswürdigkeiten

### Kirche Saint-Félix in Bonnefont
Sie befindet sich östlich des Standorts einer früheren Burg. Der Bau hat ein für das 19. Jahrhundert typischen Aussehen, datiert aber aus dem 16. Jahrhundert und ersetzte einen Vorgängerbau. Sie birgt eine Skulpturengruppe aus dem 18. Jahrhundert aus vergoldetem Holz mit der Darstellung der Pietà, die seit dem 11. Dezember 1981 als Monument historique eingeschrieben ist.

### Kirchede la Nativité-de-la-Sainte-Viergeim Weiler La Hitte
Die im 19. Jahrhundert errichtete Kirche ist Mariä Geburt geweiht. Allerdings ist auf der Karte von Cassini bereits eine Pfarrkirche eingetragen.

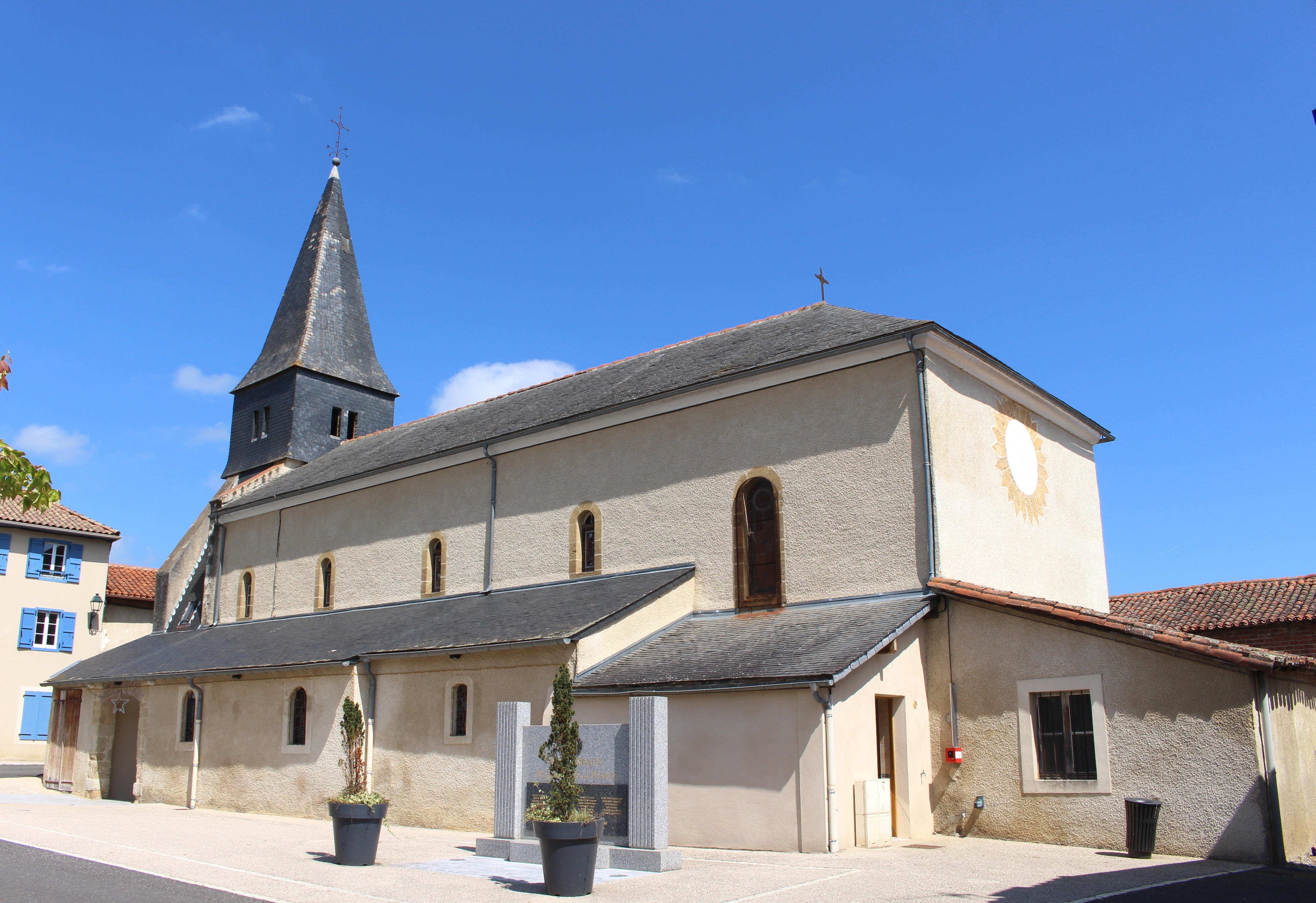
Kirche Saint-Félix
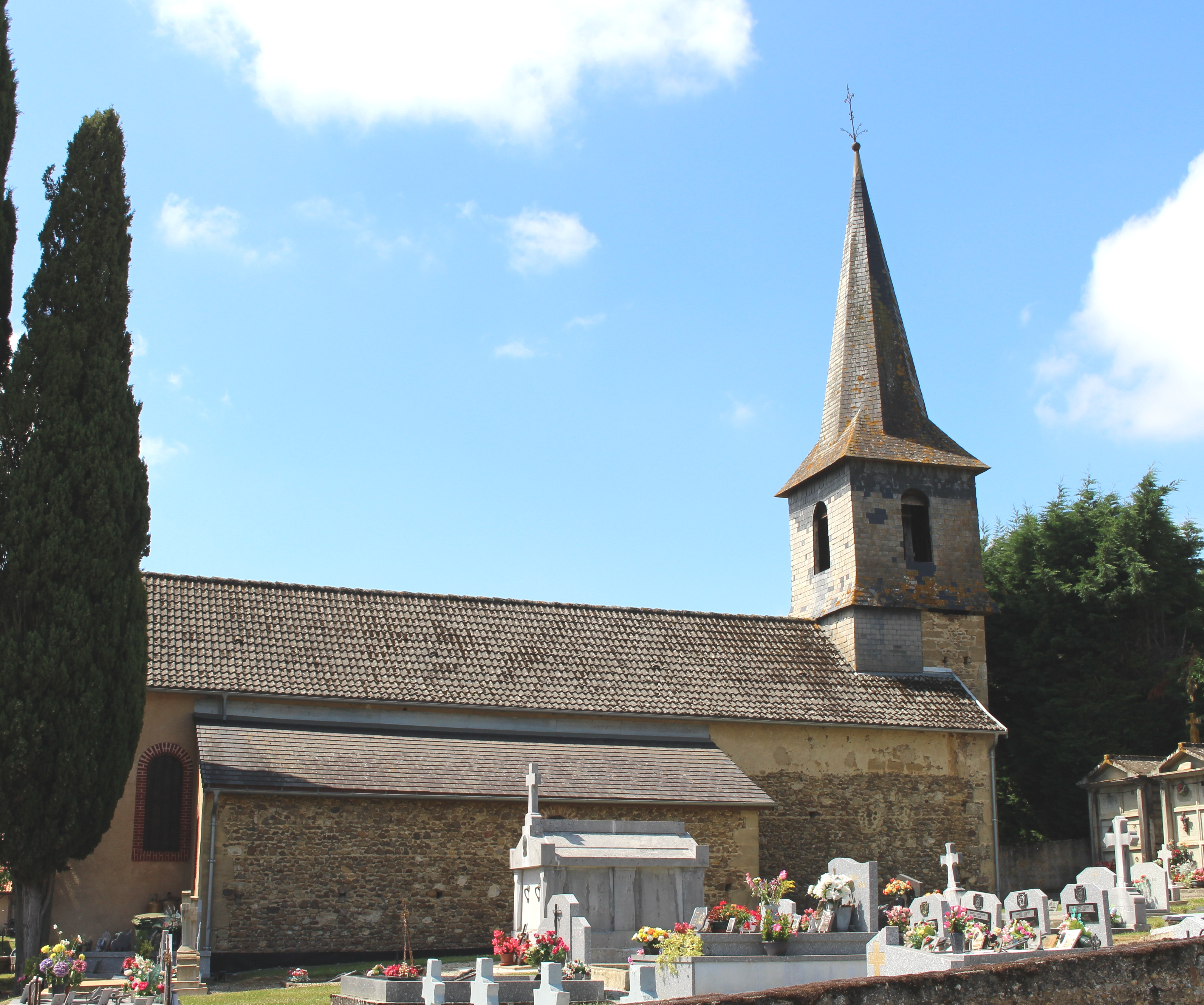
Kirche de la Nativité-de-la-Sainte-Vierge

## Wirtschaft und Infrastruktur
Bonnefont liegt in den Zonen AOC der Schweinerasse Porc noir de Bigorre und des Schinkens Jambon noir de Bigorre.

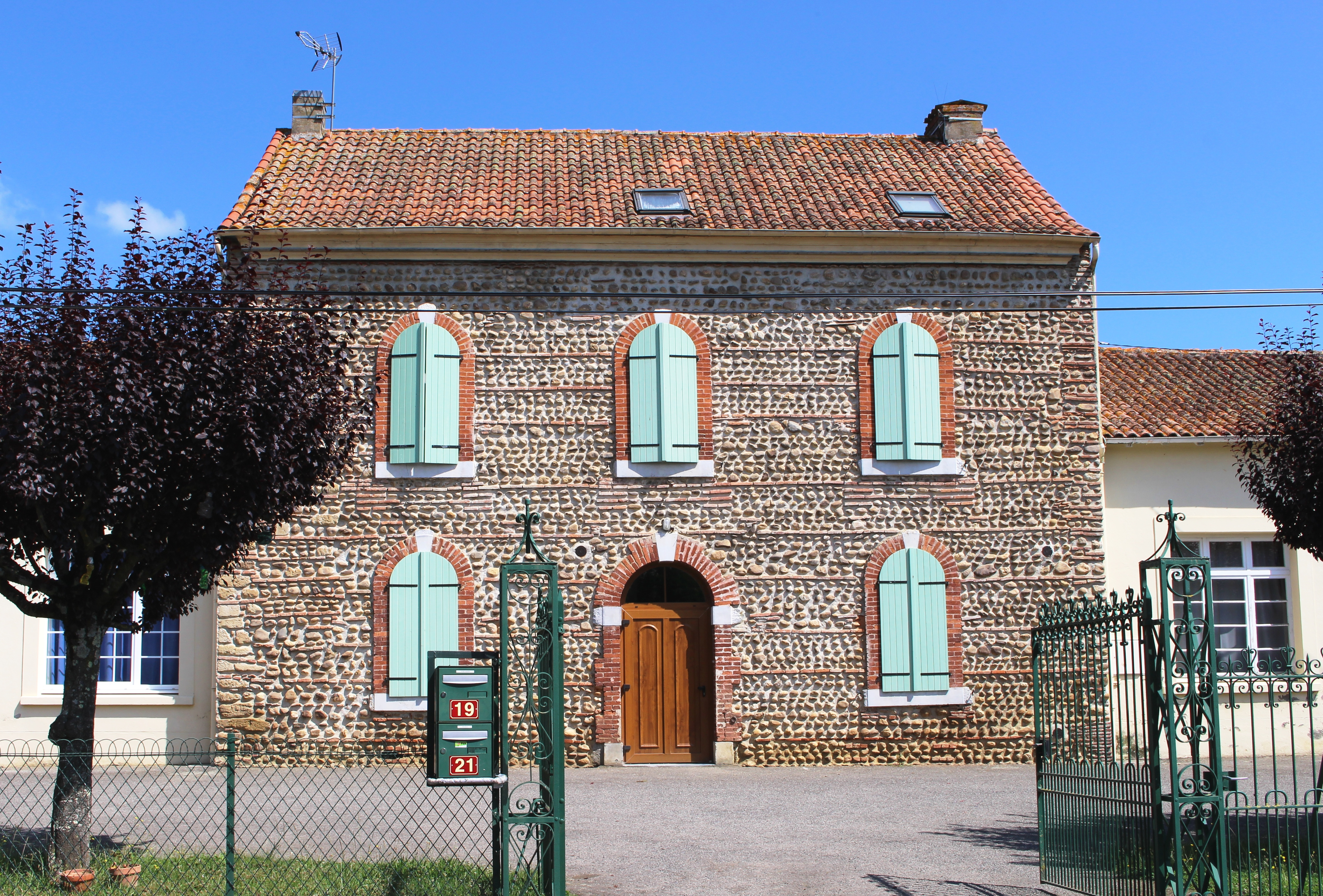
Schule in Bonnefont

### Bildung
Die Gemeinde verfügt über eine öffentliche Vor- und Grundschule mit 19 Schülerinnen und Schülern im Schuljahr 2019/2020. In Bonnefont ist bereits im Jahre 1862 eine Schule gegründet worden.

### Verkehr
Bonnefont ist über die Routes départementales 17, 21, 37, 39 und 138 erreichbar.